# Sint-Willibrorduskerk (Untereisenbach)

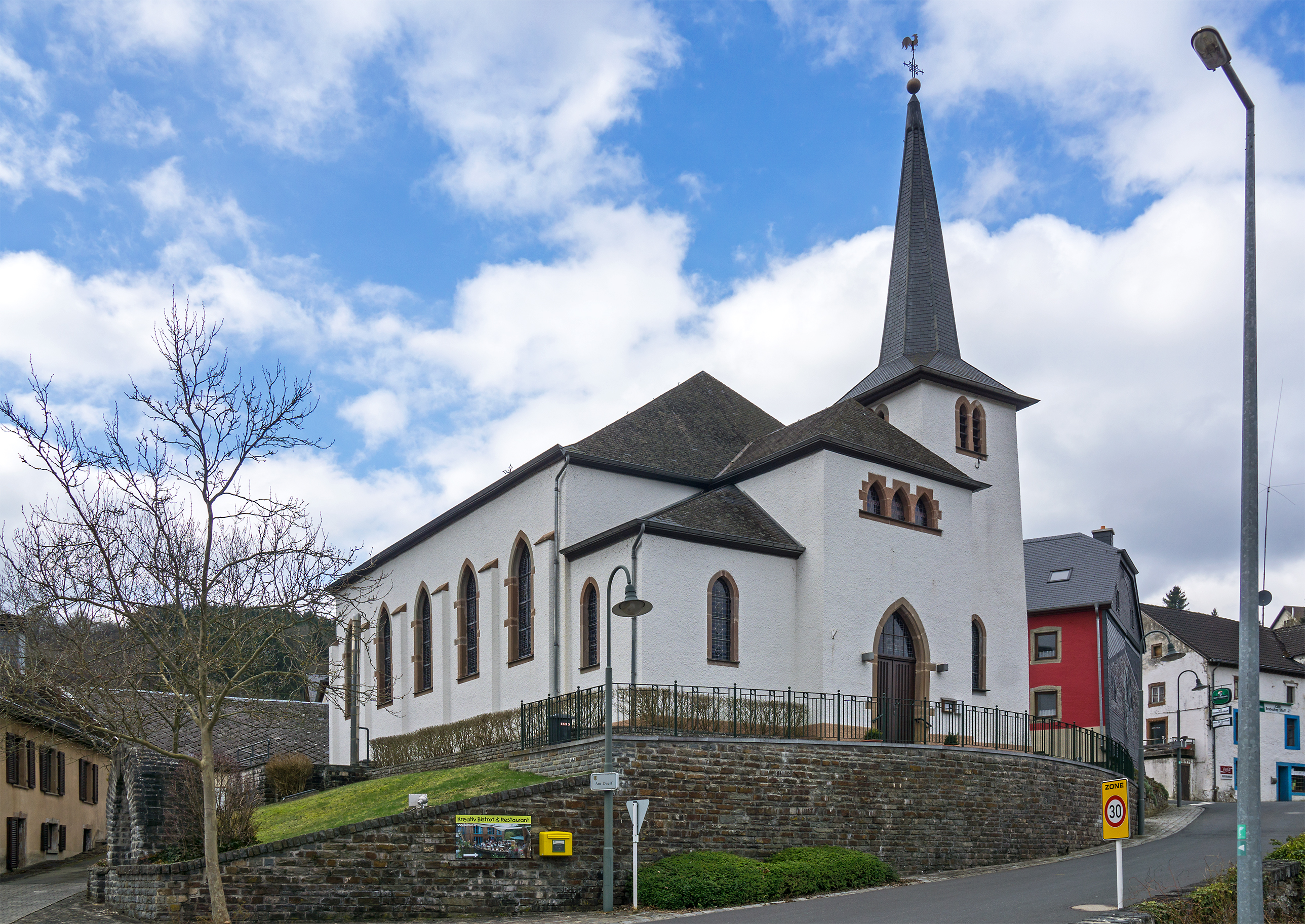
Sint-Willibrorduskerk

De Sint-Willibrorduskerk is de parochiekerk van de tot de Luxemburgse gemeente Parc Hosingen behorende plaats Untereisenbach.
Vroeger behoorde Untereisenbach samen met het Duitse Übereisenbach tot een enkele parochie, die deel uitmaakte van het bisdom Trier. Ook de Kapel van Obereisenbach behoort tot de parochie van Untereisenbach. De parochie is tegenwoordig opgenomen in het parochieverband Hosingen-Hoscheid.